# Messelingbach
Der Messelingbach, auch Messlingbach, ist ein orographisch linker Nebenfluss des Tauernbachs im Bezirk Lienz (Osttirol). Er liegt im Gemeindegebiet von Matrei in Osttirol.

## Lage und Verlauf
Das Quellgebiet des Messelingbachs liegt in der Granatspitzgruppe zwischen dem Messeling im Westen, dem Hochgasser im Norden und den Bärenköpfen im Westen in knapp unter 2.600 Metern Höhe. Die dort liegenden Quellen speisen zunächsten den Grauen See, der nach Südosten zunächst in den Schwarzen See und weiter in den Grünen See entwässert. Nach dem Grünen See verläuft der Messlingbach vergleichsweise geradlinig nach Südwesten, wo er etwas nördlich des Matreier Tauernhauses in den Tauernbach mündet.

## Nutzung
Der Messelingbach wird im Unterlauf energiewirtschaftlich genutzt. Beim zum Matreier Tauernhaus gehörende Kleinwasserkraftwerk handelt es sich um ein Laufkraftwerk mit 0,76 MW Leistung bei einer Erzeugung von 3,6 GWh pro Jahr. Die Wasserkraftanlage besteht aus einer Hauptanlage mit einer maximaler Entnahmemenge von 100 l/s und einer Sommeranlage mit maximaler Wasserentnahmemenge von 40 l/s, wobei die beiden Anlagen je nach Wasserdargebot einzeln oder zusammen betrieben werden können und eine maximale Entnahmemenge von 140 l/s möglich ist.